# Strážiště (Nízký Jeseník)
Strážiště (německy Wachtberg) je zalesněný kopec v pohoří Nízký Jeseník, který je dominantou bývalé zaniklé německé vesnice Bělá (německy Seibersdorf). Vrchol kopce má nadmořskou výšku 640 m. Kopec se nachází východně od skal Malý Rabštýn, poblíž hranic vojenského újezdu Libavá a jihozápadně od Heroltovic (části Města Libavá) v okrese Olomouc v Olomouckém kraji. Severní a západní svahy kopce obtéká Bělský potok (přítok řeky Bystřice). Kopec patří do povodí Moravy. Před rokem 2016, tj. před zmenšením rozlohy vojenského újezdu Libavá, bylo Strážiště součástí vojenského prostoru. Vrchol kopce je mimo turistické trasy, je celoročně volně přístupný a vedou na něj lesní stezky a cesty.